# Orseolia sallae
Orseolia sallae är en tvåvingeart som beskrevs av Gagne 1973. Orseolia sallae ingår i släktet Orseolia och familjen gallmyggor. Inga underarter finns listade i Catalogue of Life.